# Озеро Удовольствия
О́зеро Удово́льствия (лат. Lacus Luxuriae) — небольшой морской участок на обратной стороне Луны, в центре бассейна Фрейндлих — Шаронов.
Координаты центра — 19°24′ с. ш. 175°30′ в. д. / 19,4° с. ш. 175,5° в. д., размер — 50 км.
Севернее озера расположен кратер Бейс-Баллот, на юго-западе — Андерсон, на юго-востоке — Виртанен.

## Этимология
Впервые Озеро Удовольствия было отмечено на карте «Maps of Lunar Hemispheres», изданной Антонином Рюклем (Antonín Rükl) в 1972 году.
В 1976 году это название было утверждено Международным Астрономическим союзом.